# Primera División de Venezuela 2024
La temporada 2024 de la Primera División de Venezuela, conocida como la Liga FUTVE, fue la 68.ª edición de la Primera División de Venezuela desde su creación en 1957. El torneo lo organizó la Liga FUTVE bajo la supervisión de la Federación Venezolana de Fútbol.

## Sistema de juego
La Asamblea General Extraordinaria de la Liga FUTVE aprobó las normas reguladoras de la temporada 2024 y fueron anunciadas el 13 de diciembre de 2023. Se jugaron dos torneos cortos en el año, el Apertura y Clausura, ambos bajo el mismo formato. Se jugaron en un sistema de tres fases: en la primera los equipos jugaron 13 fechas todos contra todos. Los ocho primeros equipos de la tabla de posiciones al final de las 13 jornadas clasificaron a la siguiente fase (Cuadrangulares semifinales) que consistió en dos grupos de cuatro equipos en los que se disputaron seis fechas de ida y vuelta. Los equipos ganadores de cada cuadrangular clasificaron a la final a partido único para definir el campeón del torneo corto que clasificó a la Copa Libertadores y a la Final Absoluta.
También se elaboró una tabla acumulada, la cual suma los resultados de las tablas clasificatorias de cada torneo corto y esta repartió los cupos restantes a torneos internacionales; a la Copa Libertadores clasificaron el campeón y subcampeón de la Liga FUTVE más los dos mejores ubicados en la tabla acumulada. A la Copa Sudamericana clasificaron los subcampeones de los torneos cortos y los dos siguientes con mejor ubicación en la tabla acumulada no clasificados a la Libertadores. El descenso fue confirmado posteriormente para el último de la tabla acumulada.
Finalmente para determinar el campeón de la temporada, se jugó una serie final a partido único entre los campeones de cada uno de los torneos cortos. Sí un mismo equipo resultaba campeón del Torneo Apertura y Clausura, entonces este sería proclamado Campeón Absoluto.

## Relevos
Catorce equipos compitieron en la liga, todos provenientes de la temporada anterior. Ureña Sport Club que fue campeón de la temporada 2023 de la Segunda División, desistió de competir por decisión propia.
| Pos. | Descendido de la Primera División |
| ---- | --------------------------------- |
| 15.º | Mineros de Guayana                |

| Pos. | Retirado de la Primera División |
| ---- | ------------------------------- |
| 1.º  | Ureña                           |

## Información
| Academia Puerto Cabello                   | Puerto Cabello | Noel Sanvicente       | Complejo Deportivo Socialista | 6000   | Givova             |
| Angostura                                 | Ciudad Bolívar | Osmar Castillo        | Ricardo Tulio Maya            | 2500   | RS                 |
| Carabobo                                  | Valencia       | Diego Merino          | Polideportivo Misael Delgado  | 10 400 | New Arrival        |
| Caracas                                   | Caracas        | Henry Meléndez        | Brígido Iriarte               | 9 800  | RS                 |
| Deportivo La Guaira                       | Caracas        | Juan Domingo Tolisano | Olímpico de la UCV            | 20 900 | Fila               |
| Deportivo Táchira                         | San Cristóbal  | Eduardo Saragó        | Polideportivo de Pueblo Nuevo | 38 755 | Boman Sport        |
| Estudiantes de Mérida                     | Mérida         | Daniel Farías         | Metropolitano de Mérida       | 42 200 | EMFC1971 (Econtex) |
| Inter de Barinas                          | Barinas        | Leonel Vielma         | Agustín Tovar                 | 30 000 | Attle              |
| Metropolitanos                            | Caracas        | José María Morr       | Olímpico de la UCV            | 20 900 | RS                 |
| Monagas                                   | Maturín        | Grenddy Perozo        | Monumental de Maturín         | 51 796 | RS                 |
| Portuguesa                                | Araure         | Giancarlo Maldonado   | José Antonio Páez             | 14 000 | Attle              |
| Rayo Zuliano                              | Maracaibo      | Elvis Martínez        | José Encarnación Romero       | 40 800 | Attle              |
| Universidad Central                       | Caracas        | Daniel Sasso          | Olímpico de la UCV            | 20 900 | RS                 |
| Zamora                                    | Barinas        | Alí Cañas             | Agustín Tovar                 | 25 500 | RS                 |
| Datos actualizados al 9 de julio de 2024. |                |                       |                               |        |                    |

## Localización
| Los Andes         | 4 | Deportivo Táchira, Estudiantes de Mérida, Inter de Barinas, Zamora | Dep. Táchira Estudiantes Rayo Zuliano Zamora Inter de Barinas Portuguesa Carabobo Puerto Cabello Monagas Angostura Caracas Equipos en Caracas Caracas Deportivo La Guaira Metropolitanos Universidad Central |
| Capital           | 4 | Caracas, Deportivo La Guaira, Metropolitanos, Universidad Central  | Dep. Táchira Estudiantes Rayo Zuliano Zamora Inter de Barinas Portuguesa Carabobo Puerto Cabello Monagas Angostura Caracas Equipos en Caracas Caracas Deportivo La Guaira Metropolitanos Universidad Central |
| Central           | 2 | Academia Puerto Cabello, Carabobo                                  | Dep. Táchira Estudiantes Rayo Zuliano Zamora Inter de Barinas Portuguesa Carabobo Puerto Cabello Monagas Angostura Caracas Equipos en Caracas Caracas Deportivo La Guaira Metropolitanos Universidad Central |
| Guayana           | 1 | Angostura                                                          | Dep. Táchira Estudiantes Rayo Zuliano Zamora Inter de Barinas Portuguesa Carabobo Puerto Cabello Monagas Angostura Caracas Equipos en Caracas Caracas Deportivo La Guaira Metropolitanos Universidad Central |
| Centro Occidental | 1 | Portuguesa                                                         | Dep. Táchira Estudiantes Rayo Zuliano Zamora Inter de Barinas Portuguesa Carabobo Puerto Cabello Monagas Angostura Caracas Equipos en Caracas Caracas Deportivo La Guaira Metropolitanos Universidad Central |
| Nor-Oriental      | 1 | Monagas                                                            | Dep. Táchira Estudiantes Rayo Zuliano Zamora Inter de Barinas Portuguesa Carabobo Puerto Cabello Monagas Angostura Caracas Equipos en Caracas Caracas Deportivo La Guaira Metropolitanos Universidad Central |
| Zuliana           | 1 | Rayo Zuliano                                                       | Dep. Táchira Estudiantes Rayo Zuliano Zamora Inter de Barinas Portuguesa Carabobo Puerto Cabello Monagas Angostura Caracas Equipos en Caracas Caracas Deportivo La Guaira Metropolitanos Universidad Central |

## Torneo Apertura

### Tabla de posiciones
| Pos. | Equipo                  | Pts. | PJ | G | E | P | GF | GC | Dif. | Clasificación              |
| ---- | ----------------------- | ---- | -- | - | - | - | -- | -- | ---- | -------------------------- |
| 1    | Universidad Central     | 25   | 13 | 6 | 7 | 0 | 17 | 8  | +9   | Cuadrangulares semifinales |
| 2    | Angostura               | 24   | 13 | 7 | 3 | 3 | 16 | 13 | +3   | Cuadrangulares semifinales |
| 3    | Inter de Barinas        | 22   | 13 | 7 | 1 | 5 | 14 | 12 | +2   | Cuadrangulares semifinales |
| 4    | Portuguesa              | 21   | 13 | 6 | 3 | 4 | 17 | 12 | +5   | Cuadrangulares semifinales |
| 5    | Carabobo                | 21   | 13 | 5 | 6 | 2 | 13 | 9  | +4   | Cuadrangulares semifinales |
| 6    | Metropolitanos          | 21   | 13 | 6 | 3 | 4 | 19 | 18 | +1   | Cuadrangulares semifinales |
| 7    | Academia Puerto Cabello | 20   | 13 | 5 | 5 | 3 | 15 | 11 | +4   | Cuadrangulares semifinales |
| 8    | Deportivo La Guaira     | 20   | 13 | 5 | 5 | 3 | 14 | 14 | 0    | Cuadrangulares semifinales |
| 9    | Deportivo Táchira       | 19   | 13 | 5 | 4 | 4 | 13 | 10 | +3   |                            |
| 10   | Monagas                 | 19   | 13 | 5 | 4 | 4 | 19 | 18 | +1   |                            |
| 11   | Caracas                 | 12   | 13 | 2 | 6 | 5 | 10 | 13 | −3   |                            |
| 12   | Estudiantes de Mérida   | 8    | 13 | 2 | 2 | 9 | 14 | 24 | −10  |                            |
| 13   | Rayo Zuliano            | 7    | 13 | 1 | 4 | 8 | 16 | 23 | −7   |                            |
| 14   | Zamora                  | 5    | 13 | 0 | 5 | 8 | 10 | 22 | −12  |                            |

 Fuente: Flashscore

### Grupo A
| Pos. | Equipo              | Pts. | PJ | G | E | P | GF | GC | Dif. | Clasificación |     | MET | DLG | UCV | IDB |
| ---- | ------------------- | ---- | -- | - | - | - | -- | -- | ---- | ------------- | --- | --- | --- | --- | --- |
| 1    | Metropolitanos      | 14   | 6  | 4 | 2 | 0 | 13 | 6  | +7   | Final         |     | —   | 2–1 | 5–2 | 2–0 |
| 2    | Deportivo La Guaira | 9    | 6  | 3 | 0 | 3 | 8  | 8  | 0    |               |     | 1–2 | —   | 0–2 | 2–1 |
| 3    | Universidad Central | 8    | 6  | 2 | 2 | 2 | 9  | 8  | +1   |               | 0–0 | 0–2 | —   | 4–0 |     |
| 4    | Inter de Barinas    | 2    | 6  | 0 | 2 | 4 | 5  | 13 | −8   |               | 2–2 | 1–2 | 1–1 | —   |     |

 Fuente: Liga Futve

### Grupo B
| Pos. | Equipo                  | Pts. | PJ | G | E | P | GF | GC | Dif. | Clasificación |     | CBB | POR | ACA | ANG |
| ---- | ----------------------- | ---- | -- | - | - | - | -- | -- | ---- | ------------- | --- | --- | --- | --- | --- |
| 1    | Carabobo                | 11   | 6  | 3 | 2 | 1 | 10 | 5  | +5   | Final         |     | —   | 2–1 | 1–1 | 3–0 |
| 2    | Portuguesa              | 8    | 6  | 2 | 2 | 2 | 10 | 10 | 0    |               |     | 2–1 | —   | 1–1 | 2–2 |
| 3    | Academia Puerto Cabello | 6    | 6  | 1 | 3 | 2 | 5  | 7  | −2   |               | 0–2 | 1–0 | —   | 1–1 |     |
| 4    | Angostura               | 6    | 6  | 1 | 3 | 2 | 9  | 12 | −3   |               | 1–1 | 3–4 | 2–1 | —   |     |

 Fuente: Liga Futve

### Final
- El equipo mejor ubicado en la fase de todos contra todos fue local en la Final.

| 2 de junio    | Carabobo                               | 3 – 0   | Metropolitanos | Estadio Misael Delgado, Valencia |                            |
| 17:00 (UTC-4) | - Aponte 75' - Ortiz 82' - López 90+7' | Reporte |                | Árbitro(s): Yender Herrera       | Árbitro(s): Yender Herrera |

| Bandera del estado Carabobo              |
| Ganador                                  |
| Carabobo Clasificado a la Final Absoluta |

## Torneo Clausura

### Tabla de posiciones
| Pos. | Equipo                  | Pts. | PJ | G | E | P  | GF | GC | Dif. | Clasificación              |
| ---- | ----------------------- | ---- | -- | - | - | -- | -- | -- | ---- | -------------------------- |
| 1    | Deportivo Táchira       | 27   | 13 | 7 | 6 | 0  | 17 | 5  | +12  | Cuadrangulares semifinales |
| 2    | Monagas                 | 25   | 13 | 7 | 4 | 2  | 22 | 14 | +8   | Cuadrangulares semifinales |
| 3    | Rayo Zuliano            | 23   | 13 | 7 | 2 | 4  | 18 | 15 | +3   | Cuadrangulares semifinales |
| 4    | Estudiantes de Mérida   | 22   | 13 | 6 | 4 | 3  | 20 | 14 | +6   | Cuadrangulares semifinales |
| 5    | Carabobo                | 20   | 13 | 5 | 5 | 3  | 17 | 13 | +4   | Cuadrangulares semifinales |
| 6    | Caracas                 | 20   | 13 | 5 | 5 | 3  | 15 | 12 | +3   | Cuadrangulares semifinales |
| 7    | Deportivo La Guaira     | 20   | 13 | 5 | 5 | 3  | 13 | 11 | +2   | Cuadrangulares semifinales |
| 8    | Zamora                  | 20   | 13 | 6 | 2 | 5  | 15 | 14 | +1   | Cuadrangulares semifinales |
| 9    | Universidad Central     | 19   | 13 | 5 | 4 | 4  | 18 | 17 | +1   |                            |
| 10   | Metropolitanos          | 18   | 13 | 4 | 6 | 3  | 16 | 16 | 0    |                            |
| 11   | Academia Puerto Cabello | 12   | 13 | 2 | 6 | 5  | 13 | 15 | −2   |                            |
| 12   | Portuguesa              | 11   | 13 | 3 | 2 | 8  | 12 | 21 | −9   |                            |
| 13   | Angostura               | 6    | 13 | 1 | 3 | 9  | 9  | 21 | −12  |                            |
| 14   | Inter de Barinas        | 2    | 13 | 0 | 2 | 11 | 8  | 26 | −18  |                            |

 Fuente: Flashscore

### Grupo A
| Pos. | Equipo            | Pts. | PJ | G | E | P | GF | GC | Dif. | Clasificación |     | DTA | ZUL | CCS | ZAM |
| ---- | ----------------- | ---- | -- | - | - | - | -- | -- | ---- | ------------- | --- | --- | --- | --- | --- |
| 1    | Deportivo Táchira | 16   | 6  | 5 | 1 | 0 | 14 | 3  | +11  | Final         |     | —   | 3–1 | 2–0 | 1–1 |
| 2    | Rayo Zuliano      | 7    | 6  | 2 | 1 | 3 | 9  | 11 | −2   |               |     | 1–2 | —   | 0–3 | 3–0 |
| 3    | Caracas           | 6    | 6  | 2 | 0 | 4 | 7  | 10 | −3   |               | 0–4 | 0–1 | —   | 3–1 |     |
| 4    | Zamora            | 5    | 6  | 1 | 2 | 3 | 7  | 13 | −6   |               | 0–2 | 3–3 | 2–1 | —   |     |

 Fuente: Liga Futve

### Grupo B
| Pos. | Equipo                | Pts. | PJ | G | E | P | GF | GC | Dif. | Clasificación |     | CBB | DLG | EST | MON |
| ---- | --------------------- | ---- | -- | - | - | - | -- | -- | ---- | ------------- | --- | --- | --- | --- | --- |
| 1    | Carabobo              | 14   | 6  | 4 | 2 | 0 | 9  | 2  | +7   | Final         |     | —   | 1–1 | 2–0 | 1–0 |
| 2    | Deportivo La Guaira   | 13   | 6  | 4 | 1 | 1 | 10 | 4  | +6   |               |     | 0–1 | —   | 3–1 | 3–1 |
| 3    | Estudiantes de Mérida | 6    | 6  | 2 | 0 | 4 | 6  | 11 | −5   |               | 0–3 | 0–1 | —   | 2–0 |     |
| 4    | Monagas               | 1    | 6  | 0 | 1 | 5 | 4  | 12 | −8   |               | 1–1 | 0–2 | 2–3 | —   |     |

 Fuente: Liga Futve

### Final
- El equipo mejor ubicado en la fase de todos contra todos fue local en la Final.

| 24 de noviembre | Deportivo Táchira                                          | 4 – 1   | Carabobo     | Polideportivo de Pueblo Nuevo, San Cristóbal |                              |
| 19:00 (UTC-4)   | - Castillo 45' - Cova 66' - Uribe 90+4' - Fioravanti 90+8' | Reporte | González 29' | Árbitro(s): Jesús Valenzuela                 | Árbitro(s): Jesús Valenzuela |

| Bandera del estado Táchira                        |
| Ganador                                           |
| Deportivo Táchira Clasificado a la Final Absoluta |

## Tabla acumulada

### Clasificación
| Pos. | Equipo                  | Pts. | PJ | G  | E  | P  | GF | GC | Dif. | Clasificación                       |
| ---- | ----------------------- | ---- | -- | -- | -- | -- | -- | -- | ---- | ----------------------------------- |
| 1    | Deportivo Táchira (C)   | 46   | 26 | 12 | 10 | 4  | 30 | 15 | +15  | Fase de grupos de Copa Libertadores |
| 2    | Universidad Central     | 44   | 26 | 11 | 11 | 4  | 35 | 25 | +10  | Fase 2 de Copa Libertadores         |
| 3    | Monagas                 | 44   | 26 | 12 | 8  | 6  | 41 | 32 | +9   | Fase 1 de Copa Libertadores         |
| 4    | Carabobo                | 41   | 26 | 10 | 11 | 5  | 30 | 22 | +8   | Fase de grupos de Copa Libertadores |
| 5    | Deportivo La Guaira     | 40   | 26 | 10 | 10 | 6  | 27 | 25 | +2   | Primera fase de Copa Sudamericana   |
| 6    | Metropolitanos          | 39   | 26 | 10 | 9  | 7  | 35 | 34 | +1   | Primera fase de Copa Sudamericana   |
| 7    | Academia Puerto Cabello | 32   | 26 | 7  | 11 | 8  | 28 | 26 | +2   | Primera fase de Copa Sudamericana   |
| 8    | Caracas                 | 32   | 26 | 7  | 11 | 8  | 25 | 25 | 0    | Primera fase de Copa Sudamericana   |
| 9    | Portuguesa              | 32   | 26 | 9  | 5  | 12 | 29 | 33 | −4   |                                     |
| 10   | Estudiantes de Mérida   | 30   | 26 | 8  | 6  | 12 | 34 | 38 | −4   |                                     |
| 11   | Rayo Zuliano            | 30   | 26 | 8  | 6  | 12 | 34 | 38 | −4   |                                     |
| 12   | Angostura               | 30   | 26 | 8  | 6  | 12 | 25 | 33 | −8   | Retirado                            |
| 13   | Zamora                  | 25   | 26 | 6  | 7  | 13 | 25 | 36 | −11  |                                     |
| 14   | Inter de Barinas (D)    | 24   | 26 | 7  | 3  | 16 | 22 | 38 | −16  | Descenso de categoría               |

 Fuente: Flashscore
Notas:
1. ↑  Subcampeón del Torneo Apertura.

### Evolución de la clasificación
| Equipo / Fecha          | 01 | 02 | 03 | 04 | 05 | 06 | 07 | 08 | 09 | 10 | 11 | 12 | 13 | 14 | 15 | 16 | 17 | 18 | 19 | 20 | 21 | 22 | 23 | 24 | 25 | 26 |
| ----------------------- | -- | -- | -- | -- | -- | -- | -- | -- | -- | -- | -- | -- | -- | -- | -- | -- | -- | -- | -- | -- | -- | -- | -- | -- | -- | -- |
| Deportivo Táchira       | 1  | 2  | 1  | 1  | 2  | 4  | 7  | 5  | 6  | 5  | 6  | 4  | 9  | 10 | 4  | 3  | 3  | 4  | 4  | 3  | 2  | 2  | 2  | 2  | 1  | 1  |
| Universidad Central     | 9  | 3  | 2  | 2  | 3  | 2  | 2  | 2  | 1  | 2  | 1  | 1  | 1  | 1  | 1  | 1  | 1  | 1  | 1  | 1  | 1  | 1  | 1  | 1  | 2  | 2  |
| Monagas                 | 11 | 12 | 12 | 12 | 10 | 9  | 6  | 9  | 9  | 9  | 7  | 5  | 10 | 4  | 5  | 7  | 7  | 8  | 6  | 5  | 6  | 5  | 4  | 3  | 3  | 3  |
| Carabobo                | 6  | 5  | 6  | 4  | 4  | 7  | 3  | 4  | 4  | 4  | 5  | 8  | 5  | 2  | 2  | 2  | 2  | 2  | 2  | 4  | 3  | 3  | 3  | 4  | 4  | 4  |
| Deportivo La Guaira     | 13 | 10 | 8  | 9  | 6  | 10 | 9  | 10 | 7  | 7  | 8  | 10 | 8  | 8  | 8  | 6  | 5  | 3  | 3  | 2  | 4  | 4  | 5  | 5  | 5  | 5  |
| Metropolitanos          | 2  | 9  | 5  | 6  | 7  | 3  | 5  | 8  | 5  | 8  | 10 | 9  | 6  | 7  | 7  | 4  | 4  | 5  | 5  | 6  | 5  | 6  | 6  | 6  | 6  | 6  |
| Academia Puerto Cabello | 7  | 4  | 3  | 3  | 1  | 1  | 1  | 1  | 2  | 3  | 3  | 3  | 7  | 9  | 10 | 10 | 10 | 10 | 10 | 10 | 8  | 8  | 8  | 8  | 8  | 7  |
| Caracas                 | 4  | 1  | 4  | 5  | 5  | 5  | 8  | 11 | 11 | 11 | 11 | 11 | 11 | 11 | 11 | 11 | 11 | 12 | 12 | 12 | 13 | 13 | 11 | 9  | 9  | 8  |
| Portuguesa              | 12 | 13 | 11 | 11 | 11 | 11 | 11 | 7  | 10 | 10 | 9  | 7  | 4  | 6  | 6  | 9  | 9  | 6  | 7  | 7  | 7  | 7  | 7  | 7  | 7  | 9  |
| Estudiantes de Mérida   | 14 | 14 | 14 | 14 | 14 | 14 | 14 | 14 | 14 | 14 | 14 | 14 | 12 | 13 | 13 | 13 | 12 | 11 | 11 | 8  | 10 | 10 | 9  | 11 | 10 | 10 |
| Rayo Zuliano            | 3  | 7  | 9  | 10 | 12 | 12 | 12 | 13 | 13 | 12 | 12 | 12 | 13 | 12 | 12 | 12 | 13 | 13 | 13 | 13 | 11 | 11 | 12 | 10 | 12 | 11 |
| Angostura               | 8  | 6  | 7  | 8  | 8  | 6  | 4  | 3  | 3  | 1  | 2  | 2  | 2  | 3  | 3  | 5  | 6  | 7  | 8  | 9  | 9  | 9  | 10 | 12 | 11 | 12 |
| Zamora                  | 10 | 11 | 13 | 13 | 13 | 13 | 13 | 12 | 12 | 13 | 13 | 13 | 14 | 14 | 14 | 14 | 14 | 14 | 14 | 14 | 14 | 14 | 14 | 14 | 14 | 13 |
| Inter de Barinas        | 5  | 8  | 10 | 7  | 9  | 8  | 10 | 6  | 8  | 6  | 4  | 6  | 3  | 5  | 9  | 8  | 8  | 9  | 9  | 11 | 12 | 12 | 13 | 13 | 13 | 14 |

## Final Absoluta
Esta final la disputaron el campeón del Torneo Apertura y Clausura, para definir al Campeón Absoluto de la temporada. Si un equipo se consagraba ganador de los dos torneos cortos, automáticamente se consagraba Campeón Absoluto. El partido de vuelta se jugó en el estadio del equipo ganador del Apertura.
| Carabobo          |  |  | Campeón del Torneo Apertura |
| Deportivo Táchira |  |  | Campeón del Torneo Clausura |

| Ida; 1 de diciembre | Deportivo Táchira | 1 – 1   | Carabobo     | Polideportivo de Pueblo Nuevo, San Cristóbal |                            |
| 19:00 (UTC-4)       | Mendoza 58'       | Reporte | González 41' | Árbitro(s): José Uzcátegui                   | Árbitro(s): José Uzcátegui |

| Vuelta; 8 de diciembre | Carabobo                                   | 0 – 0 (2 – 4 p.)(Global 1 – 1) | Deportivo Táchira                       | Estadio Misael Delgado, Valencia |                            |
| 17:00 (UTC-4)          |                                            | Reporte                        |                                         | Árbitro(s): Yender Herrera       | Árbitro(s): Yender Herrera |
|                        |                                            | Tiros desde el punto penal     |                                         |                                  |                            |
|                        | - Blanco - González - Gallardo - Guaramato |                                | - Cova - Sosa - Pardo - Vivas - Camacho |                                  |                            |

|                                       |
| Bandera de Venezuela                  |
| Campeón Deportivo Táchira 11.º título |

## Clasificación a torneos Conmebol

### Copa Libertadores 2025
| Equipo              | Clasificado como | Método de clasificación                 |
| ------------------- | ---------------- | --------------------------------------- |
| Deportivo Táchira   | Venezuela 1      | Campeón de la Liga FUTVE 2024           |
| Carabobo            | Venezuela 2      | Subcampeón de la Liga FUTVE 2024        |
| Universidad Central | Venezuela 3      | 1.er ubicado de la tabla acumulada 2024 |
| Monagas             | Venezuela 4      | 2.º ubicado de la tabla acumulada 2024  |

### Copa Sudamericana 2025
| Equipo                  | Clasificado como | Método de clasificación                 |
| ----------------------- | ---------------- | --------------------------------------- |
| Metropolitanos          | Venezuela 1      | Subcampeón del Torneo Apertura 2024     |
| Deportivo La Guaira     | Venezuela 2      | 3.er ubicado de la tabla acumulada 2024 |
| Academia Puerto Cabello | Venezuela 3      | 4.º ubicado de la tabla acumulada 2024  |
| Caracas                 | Venezuela 4      | 5.º ubicado de la tabla acumulada 2024  |

## Estadísticas

### Goleadores
- Actualizado el 17 de noviembre de 2024

| Jugador             | Equipo                         | Goles | Partidos |
| ------------------- | ------------------------------ | ----- | -------- |
| Juan Camilo Zapata  | Inter de Barinas / UCV F.C.    | 16    | 29       |
| Tomás Rodríguez     | Monagas S.C.                   | 16    | 29       |
| Edwuin Pernía       | Caracas F.C.                   | 14    | 30       |
| Elías Alderete      | Estudiantes de Mérida          | 13    | 30       |
| Edson Tortolero Jr. | Carabobo F.C.                  | 13    | 36       |
| Andrés Montero      | Portuguesa F.C./Rayo Zuliano   | 12    | 27       |
| Charlis Ortiz       | Metropolitanos F.C. / UCV F.C. | 11    | 30       |
| Johan Moreno        | Portuguesa F.C.                | 11    | 30       |
| José Balza          | Carabobo F.C.                  | 10    | 32       |
| Edder Farías        | Dvo. La Guaira                 | 9     | 28       |
| Maurice Cova        | Dvo. Táchira                   | 9     | 26       |

## Premios y reconocimientos

### Jugador Más Valioso de la Jornada

#### Torneo Apertura
| Fase Regular | Futbolista             | Equipo              |
| ------------ | ---------------------- | ------------------- |
| Jornada 1    | Maurice Cova           | Dvo. Táchira        |
| Jornada 2    | Rafael Arace           | Dvo. La Guaira      |
| Jornada 3    | Richard Blanco         | Portuguesa F.C.     |
| Jornada 4    | Juan Camilo Zapata     | Inter de Barinas    |
| Jornada 5    | Luifer Hernández       | Acad. Pto. Cabello  |
| Jornada 6    | Christian Moreno       | Acad. Pto. Cabello  |
| Jornada 7    | Juan Carlos Castellano | Angostura F.C.      |
| Jornada 8    | Jose Alí Meza          | Portuguesa F.C.     |
| Jornada 9    | Edson Tortolero Jr.    | Carabobo F.C.       |
| Jornada 10   | Nicolas Fedor          | Acad. Pto. Cabello  |
| Jornada 11   | Ronald Rodríguez       | Monagas S.C.        |
| Jornada 12   | Jhon Chancellor        | Metropolitanos F.C. |
| Jornada 13   | Christopher Varela     | Dvo. La Guaira      |

| Fase Final | Futbolista        | Equipo              |
| ---------- | ----------------- | ------------------- |
| Jornada 1  | Brayan Alcocer    | UCV F.C.            |
| Jornada 2  | Edder Farías      | Dvo. La Guaira      |
| Jornada 3  | Miguel Pernía     | Carabobo F.C.       |
| Jornada 4  | Angelo Lucena     | Metropolitanos F.C. |
| Jornada 5  | Gustavo González  | Carabobo F.C.       |
| Jornada 6  | Aldry Contreras   | Angostura F.C.      |
| Final      | Juan Carlos Ortiz | Carabobo F.C.       |

#### Torneo Clausura
| Fase Regular | Futbolista          | Equipo                |
| ------------ | ------------------- | --------------------- |
| Jornada 1    | Tomás Rodríguez     | Monagas S.C.          |
| Jornada 2    | Gerardo Padrón      | Rayo Zuliano          |
| Jornada 3    | Carlos Paraco       | Metropolitanos F.C.   |
| Jornada 4    | Elias Alderete      | Estudiantes de Merida |
| Jornada 5    | Jerson Malagón      | Dvo. La Guaira        |
| Jornada 6    | Jefferson Caraballo | Monagas S.C.          |
| Jornada 7    | Keiber Lamadrid     | Dvo. La Guaira        |
| Jornada 8    | Heiderber Ramirez   | Rayo Zuliano          |
| Jornada 9    | Brian Olivera       | Monagas S.C.          |
| Jornada 10   | Luis Terán          | Zamora F.C.           |
| Jornada 11   | José Luis Granados  | Zamora F.C.           |
| Jornada 12   | Wilfred Correa      | Caracas F.C.          |
| Jornada 13   | Anthony Uribe       | Dvo. Táchira          |

| Fase Final | Futbolista         | Equipo        |
| ---------- | ------------------ | ------------- |
| Jornada 1  | Andrés Montero     | Rayo Zuliano  |
| Jornada 2  | Carlos Vivas       | Dvo. Táchira  |
| Jornada 3  | Antonio Romero     | Zamora F.C.   |
| Jornada 4  | José Balza         | Carabobo F.C. |
| Jornada 5  | Gleiker Mendoza    | Dvo. Táchira  |
| Jornada 6  | Harrison Contreras | Carabobo F.C. |
| Final      | Maurice Cova       | Dvo. Táchira  |